# Virgil Actarian
Virgil Ionel Corneliu Actarian (n. 19 septembrie 1921, Giurgiu, Vlașca, România – d. 1998, București, România) a fost un inginer mecanic, jurnalist și politician comunist român, membru supleant al Comitetului Central al Partidului Comunist Român în perioada 28 noiembrie 1974 – 23 noiembrie 1979, care a fost, printre altele, din 10 martie 1973 până în 18 martie 1975 ministrul
Industriei Construcțiilor de Mașini-Unelte și Electrotehnicii și din 1975, director al Întreprinderii „Semănătoarea” din București.

## Biografie

### Studii
Actarian a absolvit liceul la București în 1939, apoi Facultatea de Mecanică (1939–1944) și a obținut o diplomă de inginer mecanic.

### Activitate
După ce și-a încheiat studiile, a fost inginer și șef de secție în Uzinele Reșița între 1944 și 1947, timp în care s-a alăturat Partidului Comunist Român PCdR, care a fost fondat la 8 mai 1921. A devenit apoi inginer din 1947 iar în ianuarie 1953, director al centralei Vulcan București, iar în 1954 director al fabricii de tractoare Tractorul din Brașov. După aceasta, la 19 martie 1958, a fost numit directorul general al Uzinelor de Tractoare „Ernst Thälman” din Brașov. În plus, din iunie 1955 este membru al comitetului de partid și candidat la funcția comitetului de partid din raionul Brașov.
La 29 noiembrie 1960, a fost adjunct al ministrului Industriei Grele, iar din 21 martie 1961 până la 13 octombrie 1969 vice-ministru al ministrului Industriei Constructoare de Mașini. A servit apoi din 21 octombrie 1969 până la 13 septembrie 1971 în funcția de șef al departamentului de aprovizionare tehnico-materială în Comitetul de planificare de stat și, ulterior, din 13 septembrie 1971 până în martie 1973, ca prim-viceministru pentru aprovizionarea tehnico-materială și controlul fondurilor de gestionare fixă și a șefilor departamentului de aprovizionare tehnico-material de acolo. A devenit ulterior succesorul lui Gheorghe Boldur, ministrul Ministerului de Construcții de Mașini-Unelte și Electrotehnicii la 10 martie 1973 și a ocupat acest post ministerial până la 18 martie 1975. La Congresul al XI-lea al PCR din noiembrie 1974 a fost ales ca membru supleant al CC al PCR și a rămas în această poziție până la Congresul al XII-lea al PCR din 23 noiembrie 1979. După ce a părăsit guvernul în 1975, a devenit director al Întreprinderii „Semănătoarea” din București.

## Distincții
- Ordinul Muncii clasa a III-a (12 august 1959) „pentru merite deosebite în opera de construire a socialismului”[4]
- Medalia „40 de ani de la înființarea Partidului Comunist din Romînia” (6 mai 1961) „pentru merite în activitatea de partid și întărirea regimului democrat-popular”[5]
- Ordinul „Steaua Republicii Populare Romîne” clasa a III-a (10 august 1964) „pentru merite deosebite în opera de construire a socialismului, cu prilejul celei de a XX-a aniversări a eliberării patriei”[6]
- Ordinul „Tudor Vladimirescu” clasa a II-a (20 aprilie 1971) „pentru merite deosebite în opera de construire a socialismului, cu prilejul aniversării a 50 de ani de la constituirea Partidului Comunist Român”[7]

## Vezi și
- Lista membrilor Comitetului Central al Partidului Comunist Român